# Genoa Cricket and Football Club 1998-1999
Questa voce raccoglie le informazioni riguardanti il Genoa Cricket and Football Club nelle competizioni ufficiali della stagione 1998-1999.

## Stagione
Nella stagione 1998-1999 il Genoa disputa il campionato di Serie B, raccoglie 46 punti con il dodicesimo posto in classifica. Il grifone inizia il torneo cadetto con l'allenatore Bepi Pillon, ma nelle prime quattro giornate vince una sola volta a Monza (0-2) a fronte di tre sconfitte, inducendo il presidente Massimo Mauro a puntare dai primi di ottobre, sul tecnico Gigi Cagni. Anche il nuovo allenatore non riesce a dare una svolta alla stagione, i rossoblù chiudono l'andata con 21 punti, in una zona tranquilla di classifica, ma lontana dalle zone nobili, alle quali aspirava alla vigilia del torneo. Anche il girone di ritorno non offre spunti particolari, chiuso comunque lontano cinque punti dalle sabbie mobili della classifica. Per volontà dell'azionista Gianni Scerni, nel luglio 1998 il club riassume la storica denominazione Genoa Cricket and Football Club, che aveva nel 1893, nell'atto di fondazione. Due i rossoblù in doppia cifra come marcatori stagionali, Cosimo Francioso autore di 18 reti e Marco Nappi con 10 centri. Nella Coppa Italia il Genoa nel doppio confronto del primo turno supera la Ternana, mentre nei sedicesimi di finale viene estromesso dal torneo dal Parma, che si impone in entrambi i confronti.

## Organigramma societario
Area direttiva
- Presidente: Massimo Mauro

Area tecnica
- Allenatore: Giuseppe Pillon, poi Luigi Cagni

## Rosa

Il neoacquisto Cosimo Francioso, destinato a divenire il trascinatore dei rossoblù a cavallo dei due millenni.

| N. |                        | Ruolo | Calciatore              |
| -- | ---------------------- | ----- | ----------------------- |
| 1  | Italia (bandiera)      | P     | Salvatore Soviero       |
| 2  | Italia (bandiera)      | D     | Daniele Portanova       |
| 3  | Francia (bandiera)     | D     | Jean-Christophe Marquet |
| 4  | Italia (bandiera)      | C     | Massimo Mutarelli       |
| 5  | Italia (bandiera)      | C     | Marco Piovanelli        |
| 6  | Germania (bandiera)    | C     | Markus Münch            |
| 7  | Italia (bandiera)      | C     | Raffaele Ametrano       |
| 7  | Italia (bandiera)      | A     | Roberto Rambaudi        |
| 7  | Italia (bandiera)      | C     | Alessandro Manetti      |
| 8  | Italia (bandiera)      | D     | Stefano Bettella        |
| 9  | Italia (bandiera)      | A     | Cosimo Francioso        |
| 10 | Italia (bandiera)      | C     | Daniele Pasa            |
| 11 | Italia (bandiera)      | C     | Sebastiano Vecchiola    |
| 12 | Italia (bandiera)      | P     | Gabriele Spinetta       |
| 13 | Italia (bandiera)      | D     | Marco Pecorari          |
| 14 | Paesi Bassi (bandiera) | C     | Luciano van Kallen      |
| 15 | Italia (bandiera)      | D     | Eddy Mengo              |
| 15 | Italia (bandiera)      | D     | Marcello Marrocco       |
| 16 | Paesi Bassi (bandiera) | D     | Milan Berck Beelenkamp  |

| N. |                    | Ruolo | Calciatore            |
| -- | ------------------ | ----- | --------------------- |
| 17 | Italia (bandiera)  | C     | Ivano Bonetti         |
| 18 | Italia (bandiera)  | D     | Massimiliano Tangorra |
| 19 | Belgio (bandiera)  | C     | Kevin Van Dessel      |
| 20 | Italia (bandiera)  | A     | Federico Giampaolo    |
| 20 | Italia (bandiera)  | C     | Alessio Pirri         |
| 21 | Italia (bandiera)  | C     | Augusto Di Muri       |
| 22 | Italia (bandiera)  | P     | Domenico Doardo       |
| 23 | Italia (bandiera)  | C     | Alec Bolla            |
| 23 | Italia (bandiera)  | C     | Gennaro Ruotolo       |
| 24 | Italia (bandiera)  | C     | Davide Carfora        |
| 24 | Italia (bandiera)  | C     | Luca Tabbiani         |
| 25 | Italia (bandiera)  | A     | Marco Pelliccia       |
| 25 | Francia (bandiera) | C     | Rodrigue Boisfer      |
| 26 | Croazia (bandiera) | A     | Dragan Vukoja         |
| 27 | Italia (bandiera)  | D     | Stefano Rossini       |
| 28 | Italia (bandiera)  | D     | Vincenzo Torrente     |
| 29 | Italia (bandiera)  | A     | Marco Nappi           |
| 30 | Italia (bandiera)  | A     | Vincenzo D'Isanto     |

## Risultati

### Serie B

#### Girone di andata
| Arbitro: | Pirrone (Messina) |

|            |           |  |
| Zanini 63’ | Marcatori |  |

| Arbitro: | Pirrone (Messina) |

|  |           |                      |
|  | Marcatori | 26’ (rig.) Margiotta |

| Arbitro: | Pin (Conegliano) |

|  |           |                              |
|  | Marcatori | 62’ Francioso 95’ Piovanelli |

| Arbitro: | Serena (Bassano del Grappa) |

|               |           |                                       |
| Pelliccia 47’ | Marcatori | 6’, 69’ Biliotti 41’ (rig.) Dell'Anno |

| Terni 4 ottobre 1998 5ª giornata | Ternana          | 0 – 0 | Genoa | Stadio Libero Liberati\| Arbitro: \| Rossi (Ciampino) \| |
| Arbitro:                         | Rossi (Ciampino) |       |       |                                                          |

| Arbitro: | Nucini (Bergamo) |

|                           |           |                                |
| Francioso 45+2’, 52’, 92’ | Marcatori | 61’ M. Esposito 72’ Lambertini |

| Arbitro: | Bertini (Arezzo) |

|                                     |           |  |
| Asta 45’ Artistico 53’ Ferrante 75’ | Marcatori |  |

| Genova 1º novembre 1998 8ª giornata | Genoa                       | 0 – 0 | Cosenza | Stadio Luigi Ferraris\| Arbitro: \| Serena (Bassano del Grappa) \| |
| Arbitro:                            | Serena (Bassano del Grappa) |       |         |                                                                    |

| Arbitro: | Guiducci (Arezzo) |

|                 |           |            |
| M. Veronese 82’ | Marcatori | 43’ Vukoja |

| Arbitro: | Rosetti (Torino) |

|                                                  |           |                  |
| Francioso 59’, 84’ Vukoja 74’ (rig.), 94’ (rig.) | Marcatori | 89’ (rig.) Pizzi |

| Arbitro: | Bonfrisco (Monza) |

|                      |           |             |
| C. Bellucci 20’, 65’ | Marcatori | 45+3’ Pirri |

| Arbitro: | Paparesta (Bari) |

|                 |           |  |
| Bosi 82’ (aut.) | Marcatori |  |

| Arbitro: | Castellani (Verona) |

|                                      |           |           |
| Raducioiu 12’ Hubner 17’, 36’ (rig.) | Marcatori | 68’ Münch |

| Arbitro: | Guiducci (Arezzo) |

|                   |           |           |
| Vukoja 65’ (rig.) | Marcatori | 93’ Lemme |

| Arbitro: | Bonfrisco (Monza) |

|                        |           |            |
| Della Morte 86’ (rig.) | Marcatori | 34’ Vukoja |

| Arbitro: | Bonfrisco (Monza) |

|             |           |                |
| Ruotolo 82’ | Marcatori | 72’ Possanzini |

| Arbitro: | Preschern (Mestre) |

|            |           |  |
| Foglia 35’ | Marcatori |  |

| Arbitro: | Rossi (Ciampino) |

|                                          |           |               |
| Bonetti 21’ Nappi 64’, 66’ Francioso 91’ | Marcatori | 81’ Comandini |

| Arbitro: | Fausti (Milano) |

|                            |           |               |
| Aglietti 22’ Cammarata 60’ | Marcatori | 65’ Francioso |

#### Girone di ritorno
| Arbitro: | Serena (Bassano del Grappa) |

|                         |           |                       |
| Ruotolo 24’ (rig.), 72’ | Marcatori | 92’ (rig.) M. Cossato |

| Arbitro: | Castellani (Verona) |

|                                            |           |               |
| Pecorari 8’ (aut.) Casale 27’ Stellone 37’ | Marcatori | 47’ Francioso |

| Arbitro: | Strazzera (Trapani) |

|                              |           |                     |
| Ruotolo 35’ (rig.) Nappi 54’ | Marcatori | 38’ (rig.) Masolini |

| Arbitro: | Nucini (Bergamo) |

|                                 |           |           |
| Dell'Anno 45’ (rig.) Sotgia 57’ | Marcatori | 85’ Münch |

| Arbitro: | Preschern (Mestre) |

|                                                           |           |              |
| Francioso 7’, 36’ Manetti 18’ Nappi 23’, 54’ Marrocco 70’ | Marcatori | 29’ Dal Moro |

| Arbitro: | Serena (Bassano del Grappa) |

|                                                      |           |            |
| M. Esposito 41’ Sullo 51’ Baldi 53’ Gelsi 64’ (rig.) | Marcatori | 86’ Vukoja |

| Arbitro: | Preschern (Mestre) |

|             |           |  |
| Di Muri 87’ | Marcatori |  |

| Arbitro: | Rossi (Ciampino) |

|                            |           |                        |
| Tatti 10’ De Francesco 51’ | Marcatori | 7’ Francioso 63’ Nappi |

| Arbitro: | Pirrone (Messina) |

|                              |           |                                    |
| Francioso 31’, 88’ Nappi 67’ | Marcatori | 2’ Marazzina 6’ D'Anna 93’ Passoni |

| Arbitro: | Castellani (Verona) |

|                |           |               |
| Ghirardello 1’ | Marcatori | 33’ Francioso |

| Arbitro: | Preschern (Mestre) |

|           |           |              |
| Nappi 11’ | Marcatori | 79’ Shalimov |

| Arbitro: | Castellani (Verona) |

|                             |           |  |
| L. Beghetto 20’ Lantignotti | Marcatori |  |

| Arbitro: | Bertini (Arezzo) |

|              |           |            |
| Tangorra 50’ | Marcatori | 88’ Hubner |

| Arbitro: | Paparesta (Bari) |

|                |           |                                |
| D. Morello 50’ | Marcatori | 10’, 93’ Ruotolo 76’ Francioso |

| Genova 16 maggio 1999 34ª giornata | Genoa           | 0 – 0 | Fidelis Andria | Stadio Luigi Ferraris\| Arbitro: \| Fausti (Milano) \| |
| Arbitro:                           | Fausti (Milano) |       |                |                                                        |

| Reggio Calabria 23 maggio 1999 35ª giornata | Reggina                    | 0 – 0 | Genoa | Stadio Oreste Granillo\| Arbitro: \| Cardella (Torre del Greco) \| |
| Arbitro:                                    | Cardella (Torre del Greco) |       |       |                                                                    |

| Arbitro: | Rossi (Ciampino) |

|              |           |              |
| A. Pirri 63’ | Marcatori | 90’ Colacone |

| Arbitro: | Branzoni (Pavia) |

|                               |           |                          |
| Graffiedi 46’ Monticciolo 55’ | Marcatori | 24’ S. Rossini 56’ Nappi |

| Arbitro: | Sputore (Vasto) |

|                                  |           |                                |
| Ruotolo 32’ Vukoja 38’ Nappi 81’ | Marcatori | 12’, 84’ De Vits 48’ Cammarata |

### Coppa Italia
| Arbitro: | Bettin (Padova) |

|                     |           |                  |
| Bettella 86’ (aut.) | Marcatori | 47’ (aut.) Brevi |

| Arbitro: | Rosetti (Torino) |

|                                           |           |                            |
| Francioso 2’, 49’ F. Giampaolo 14’ (rig.) | Marcatori | 18’ (rig.) Sesia 86’ Cento |

| Arbitro: | Racalbuto (Gallarate) |

|                                     |           |  |
| Boghossian 15’ Balbo 35’ Crespo 59’ | Marcatori |  |

| Arbitro: | Fausti (Milano) |

|  |           |              |
|  | Marcatori | 77’ Asprilla |